# Caerwyn Roderick
Caerwyn Roderick est un homme politique travailliste gallois né le 15 juillet 1927 à Ystradgynlais et mort le 16 octobre 2011. Il est député à la Chambre des communes de 1970 à 1979.

## Biographie

### Origines
Caerwyn Eifion Roderick naît le 15 juillet 1927 à Ystradgynlais, dans le Brecknockshire. Après des études au University College of North Wales, il devient enseignant, d'abord à la Caterham School (en) de Caterham, dans le Surrey, puis à la grammar school pour garçons de Brecon et enfin à la Hartridge High School (en) de Newport dans les années 1960.

### Carrière politique
Roderick est sélectionné par le Parti travailliste comme candidat dans la circonscription de Brecon and Radnorshire pour les élections générales de 1970, le député sortant Tudor Watkins souhaitant prendre sa retraite. Il est élu, mais avec une majorité moitié moindre que celle de son prédécesseur.
En tant que député, Roderick s'efforce de défendre les intérêts des habitants de sa circonscription, majoritairement rurale. Il s'oppose ainsi à la suppression d'axes ferroviaires et propose la gratuité des transports en commun dans les zones les plus isolées. Il est favorable à la création d'une assemblée galloise et milite en faveur du « oui » lors du référendum de 1979 sur la dévolution du pouvoir. En revanche, il est opposé à l'adhésion du Royaume-Uni à la CEE. Il exerce la fonction de secrétaire parlementaire privé auprès d'Eric Heffer, Tony Benn et Michael Foot.
Lors des élections générales de 1979, Roderick est battu de 3 000 voix par le candidat conservateur Tom Hooson. Il siège par la suite au conseil de comté du South Glamorgan de 1980 à 1996.